# Württembergisches Bodenseeufer

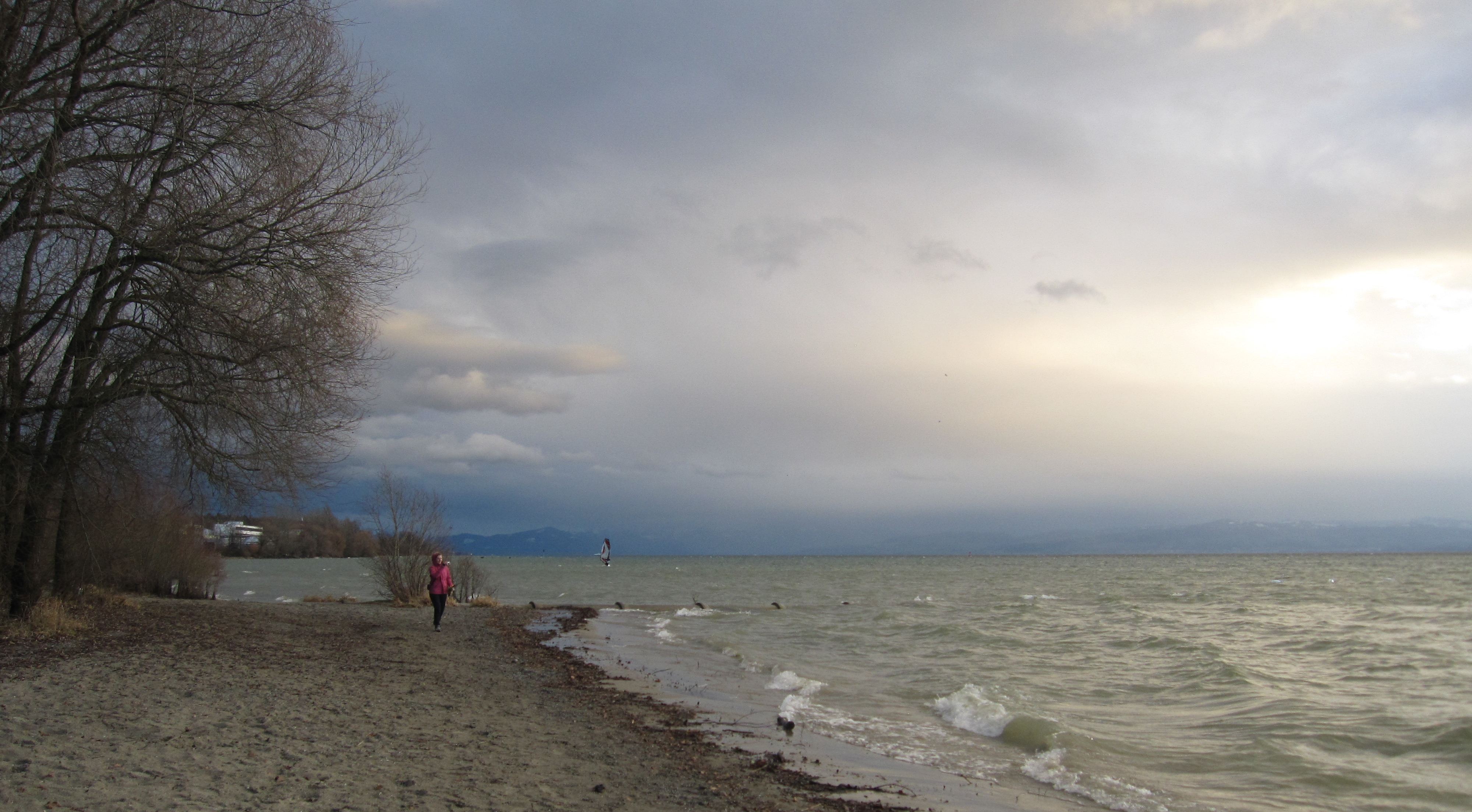
Renaturierte Uferbereiche

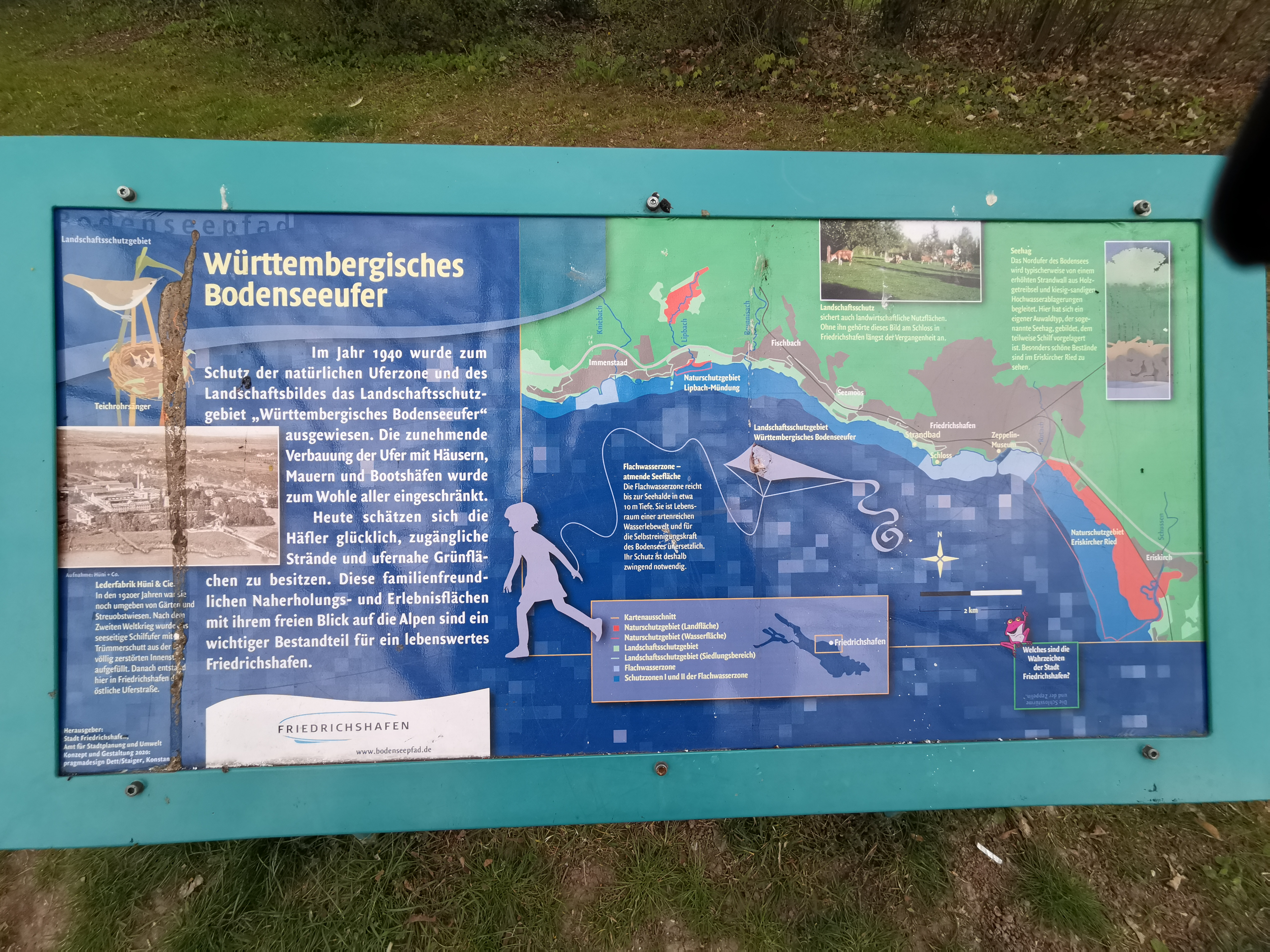
Infotafel Würtembergisches Bodenseeufer

Das Gebiet Württembergisches Bodenseeufer ist ein mit Verordnung vom 13. September 1940 des Landratsamtes Tettnang als untere Naturschutzbehörde ausgewiesenes Landschaftsschutzgebiet (LSG-Nummer 4.35.001) im Bereich der baden-württembergischen Stadt Friedrichshafen sowie der Gemeinden Langenargen und Kressbronn am Bodensee im östlichen Bodenseekreis in Deutschland.

## Lage
Das aktuell rund 188 Hektar große Landschaftsschutzgebiet Württembergisches Bodenseeufer gehört naturräumlich zum Bodenseebecken. Es erstreckt sich über vier Teilflächen östlich der Stadtmitte Friedrichshafens, in Langenargen zwischen der Schussenmündung und dem Strandbad, zwischen Mühlkanal und Argenmündung sowie in Kressbronn von der Argenmündung bis zum Strandbad. Nach Süden bildet jeweils der Bodensee die natürliche Grenze.

## Schutzzweck
Wesentlicher Schutzzweck ist die Erhaltung von Naturstränden und Strandwäldern des Bodensees mit Schwarz-Pappel- und Eichenbeständen als vorherrschenden Ufergehölzen.